# Beuvry

Beuvry este o comună în departamentul Pas-de-Calais, Franța. În 1 ianuarie 2022 avea o populație de 9.078 de locuitori.